# Le Journal des chemins de fer
Le Journal des chemins de fer, lancé sous le titre complet de Journal des chemins de fer et des progrès industriels, est un périodique français, il est le premier hebdomadaire spécialisé dans le domaine des chemins de fer en France. Il est créé au début de l'année 1842 par l'Anglais Francis-Edward Whithelock. Ses archives sont un témoin de l'évolution du chemin de fer. 

## Histoire

### Première version 1842-1848
Le Journal des chemins de fer et des progrès industriels créé en janvier 1842 par Francis-Edward Whithelock, sur le modèle du journal londonien Herapath's Railway Magazine, fut mis en faillite par ses créanciers à la suite de la fuite de son propriétaire effrayé par la Révolution de février 1848.

### Après le rachat en 1848
En octobre 1848, les banquiers bordelais Jules Mires et Moïse Millaud, l'achètent pour mille francs. Il devient un journal à la fois financier, économique et généraliste, réputé pour la richesse et la qualité de ses informations dans lequel les compagnies ferroviaires font de la publicité. Il deviendra plus tard le Journal des Voyageurs[réf. nécessaire]. C'est très vite le premier journal de bourse français, qui s'intéresse à d'autres secteurs que le rail.
Sous l'habile direction de Jules Mires, le Journal des chemins de fer devint un centre de renseignements et d'influences. Les renseignements intéressaient une foule énorme de porteurs de titres boursiers, gros ou petits (...) avides de conseils, de directions, d'espérances. Les influences du journal se composaient de toutes les entreprises en souffrance, qui ne pouvaient se relever que par des appels de fonds. Le directeur du Journal des chemins de fer s'entremit bénévolement entre les uns et les autres, rassurant ceux-là, soutenant celles-ci, rendant aux uns la confiance, conservant aux autres leur clientèle ébranlée. Il fit si bien, que son petit journal devint une autorité en matière de finance spéculative.
Le journal soutint par ailleurs la candidature de Delessert, ce qui leur permet d'obtenir des subsides. Les deux banquiers associés lancent ensuite  Le Conseiller du Peuple la revue dirigée par Lamartine et achètent L'Entracte et Le Moniteur du soir.

## Presse concurrente
Le journal L'Illustration, lancé en mars 1843 par le saint-simonien Édouard Charton publiait également des articles sur le chemin de fer. 
Le Journal des chemins de fer étant devenu très vite aussi un journal essentiellement financier, il est concurrencé à partir du milieu des années 1850 par deux publications importantes, La Semaine financière, lié aux Rothschild et Le Journal des actionnaires, lié aux frères Péreire.

### Archives numérisées en mode texte
- 1842, 1843,  1844, 1845, 1846, 1847, 1848), 1849,
- 1850, 1851, 1852, 1853), 1854, 1855, 1856, 1857, 1858, 1859
- 1860, 1861, 1862, 1863,  1864, 1865, 1866, 1867, 1868, 1869,
- 1870, 1871, 1872, 1873

### Archives numérisées en mode image
- Gallica : 60 volumes (de 1864 à 1930) (intégral)